# Composition en gris et vert
Composition en gris et vert est  une huile sur toile de Nicolas de Staël réalisée en 1949 achetée à l'artiste par Bernard Dorival, conservateur du Musée national d'art moderne. L'accrochage de ce tableau a donné lieu à un jeu de mots reproduit très souvent dans les biographies du peintre. À une époque où ses recherches l'éloignait de l'abstraction, l'isolant un peu de la peinture à la mode, il exige d'être accroché en haut de l'escalier pour être écarté du groupe des abstraits et il remercie le directeur du musée  avec cette phrase « Merci de m'avoir écarté du gang de l'abstraction avant. » Cette toile figure au no 204 du catalogue raisonné établi par Françoise de Staël en collaboration avec Anne de Staël, André Chastel et Germain Viatte. Depuis février 2021, il est en dépôt au palais de l'Élysée, siège de la présidence de la République française,.

## Contexte
Cet achat de Bernard Dorival est d'autant plus risqué il n'était pas d'usage, pour les musées, d'acheter aux peintres vivants. La plupart des conservateurs s'appuyaient sur des dispositions règlementaires « tâtillonnes ». L'opposition violente d'un conseiller, en 1947 lors de l'achat de tableaux de Georges Braque, Henri Matisse, Pierre Bonnard, Georges Rouault est encore dans les mémoires. Il aura fallu l'autorité de Georges Salles, directeur des Musées de France, pour retourner la situation. Bien que les directives se soient assouplies après cet épisode, Dorival doit encore demander l'accord de ses supérieurs pour les achats.
La position  du peintre est dans cette période très ambigüe, difficile à comprendre pour le monde de l'art. Bernard Dorival, dans un article publié en juillet de l'année 1950, le caractérise ainsi : « Nicolas de Staël est abstrait. Mais de tous les abstraits, c'est celui qui évite le mieux le danger du décoratif et atteint le plus à l'humanité. » Lors de l'exposition de ce tableau au Salon de mai le critique René de Solier  écrit que la singularité de Staël s'affirme là : « Il échappe aux classifications. Est-il l'un des abstraits de sa génération ? Instinctif et comptant sur lui, il sait ce que la couleur doit aux matières. Dans cette entreprise, l'insoutenable est un risque. »
Staël est aussi un « client » difficile pour les critiques qu'il s'efforce de reprendre lorsqu'il voit des erreurs d'appréciations. Roger Van Gindertael désigne sa peinture comme tactile et sensuelle : « basée sur l'impulsion, l'instinct (...) où seules comptent la vie des formes et la substance animée. » Dès réception de l'article, Nicolas de Staël lui répond pour préciser son point de vue, ce qui amène Van Gindertel à publier une plaquette de reproductions commentées. Les commentaires de Nicolas de Staël sont : « Alors voilà du bleu, voilà du rouge, du vert à mille miettes broyées différemment et tout cela gagne le large, muet, bien muet. »

## Description
Lors de la rétrospective à la Fondation Maeght de 1991, le catalogue établi par Jean-Louis Prat, avec Anne de Staël, Jorge Semprun et Georges Raillard, reprenait le commentaire de ce tableau que Arno Mansar avait fait dans son ouvrage paru aux éditions La Manufacture en 1990 : « Dans les première toiles de l'année 1949, les bâtonnets tendent à se transformer en masses de couleur. Les compositions suivantes présentent des aplats géométriques dont les polygone, souvent triangulaires, s'emboîtent entre eux...La toile est traitée dans des nuances de tendresse. »
Si Staël utilise encore le pinceau, il cherche à obtenir une pâte de plus en plus sèche. Son travail ici n'est pas sans rappeler celui d'un de ses compatriotes : Serge Poliakoff, mais un Poliakoff dynamique, autrement excentrique. Cette vivacité, le tableau la doit au contraste rouge/vert à gauche, augmenté par un triangle ocre jaune. Le catalogue cite comme toujours au sujet de ce tableau, l'accrochage de Dorival, et la lettre de remerciement que lui a envoyé Staël : « Très cher Dorival. Merci de m'avoir écarté du gang de l'abstraction avant  (...) Vous me faites espérer qu'un jour, mes amis s'apercevront recevoir les images de la vie en masses colorées, et pas autrement à mille, mille vibrations. On y arrivera un jour, au fanatisme de l'humilité visuelle bien en dehors des graphismes orduriers (...). »
Par « gang de l'abstraction avant » de Staël fait référence au Gang des Tractions Avant dont les méfaits remplissaient les unes des journaux de l'époque.